# Daphne Zuniga
Daphne Eurydice Zuniga, född 28 oktober 1962 i Berkeley, Kalifornien, är en amerikansk skådespelare. Hon är känd från TV-serierna  Melrose Place och One Tree Hill.

## Filmografi (urval)
- 1984 – The Initiation
- 1985 – Lust och begär
- 1985 – En säker tjej
- 1987 – Det våras för rymden
- 1989 – Flugan II
- 1989 – Staying Together
- 1989 – Ska vi leka doktor?
- 1992–1996 – Melrose Place (TV-serie) (110 avsnitt)
- 2004–2005 – Drömmarnas tid (TV-serie) (14 avsnitt)
- 2005–2006 – Beautiful People (TV-serie)
- 2008–2012 – One Tree Hill (TV-serie) (42 avsnitt)
- 2013 – Gone missing